# Xiulet de nostramo

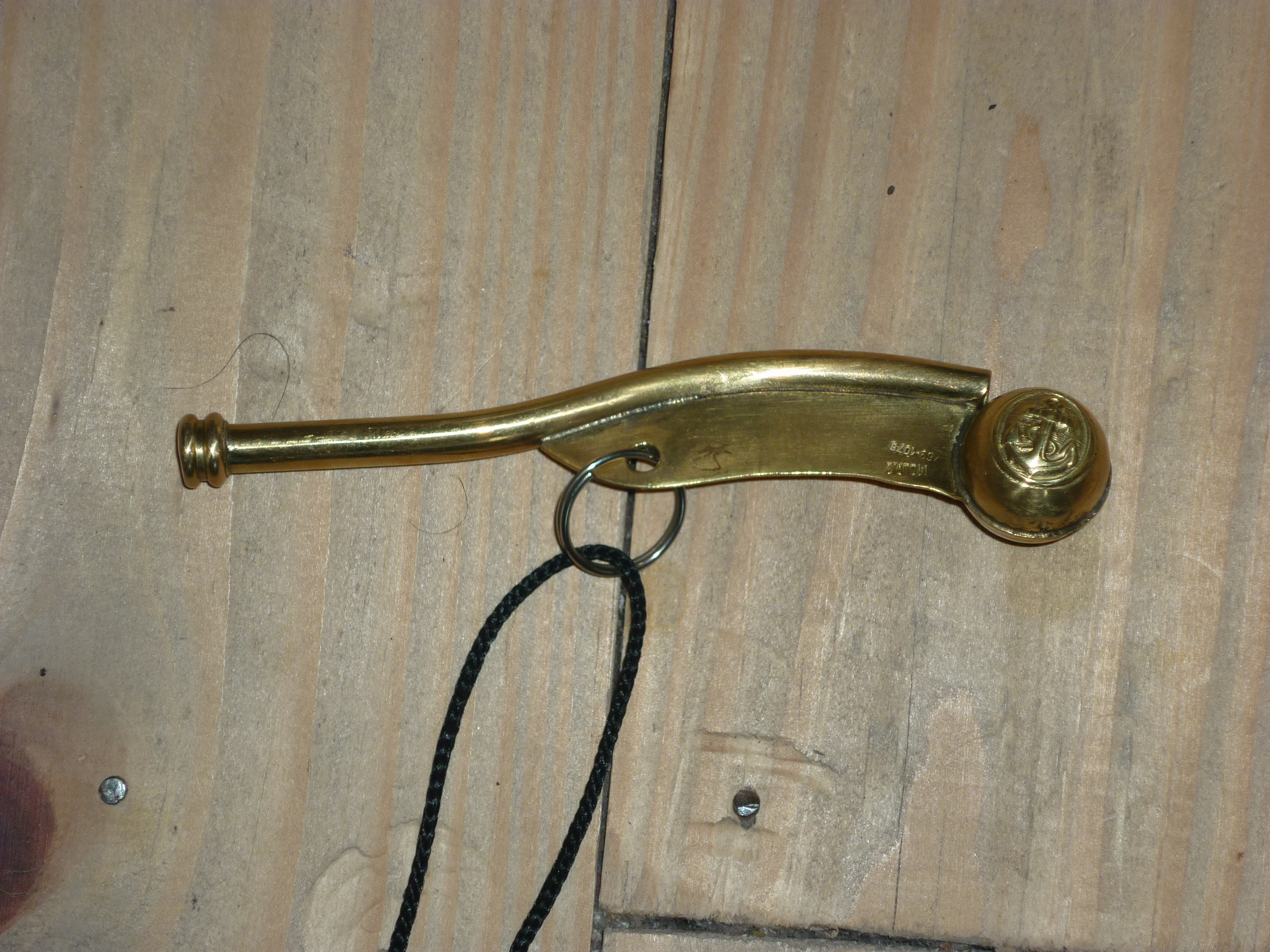
Xiulet de contramestre utilitzat a l'Armada Argentina.

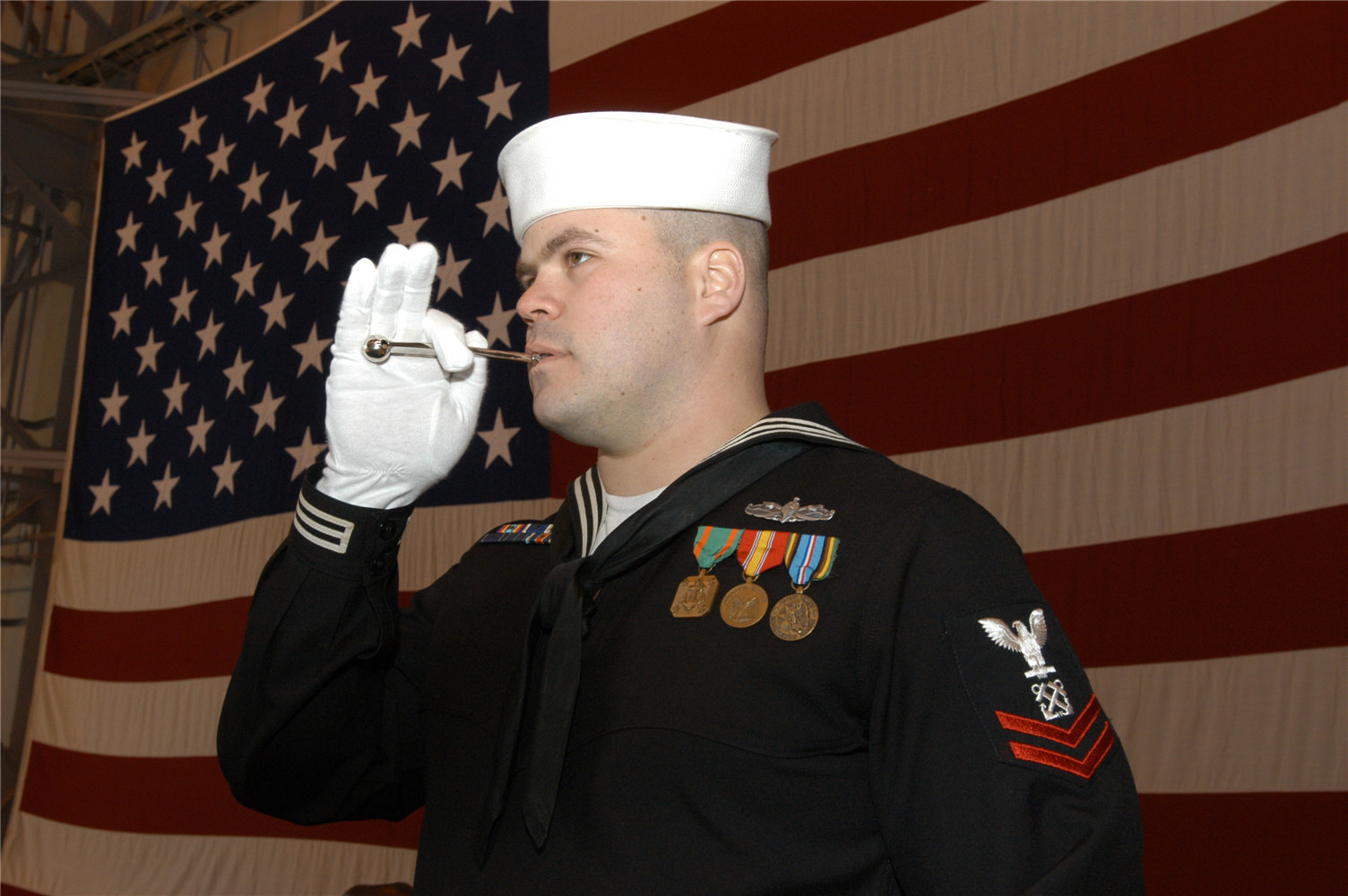
Xiulet de contramestre en ús cerimonial.

Un xiulet de nostramo, xiulet de contramestre o simplement xiulet mariner, és un xiulet utilitzat en els vaixells de les marines de guerra.
És un instrument de metall que es compon d'un tub estret que dirigeix l'aire sobre una esfera de metall amb forat a la part superior que serveix per canviar el to. La resta de la canonada es compon d'una quilla, una peça plana de metall i un ganxo on a través d'una corda es penja a l'uniforme de gala.
L'utilitzen els nostramos per poder transmetre ordres a bord de vaixells, tenint l'avantatge que, gràcies al seu so fort, pot ser oït per tota la tripulació, fins i tot en condicions de mal temps.